# سبرانكي
سبرانكي هي نسخة معدلة من لعبة إنكريديبوكس الموسيقية، و التي طُوّرت في الأصل على منصة Scratch بواسطة مطور يُعرف باسم NyankoBfLol. أُزيلت لاحقًا من Scratch (بسبب محتواها الدموي)، لكنها عادت للظهور على منصات أخرى مثل Cocrea وIncredimake.
تعكس اللعبة آلية السحب و الإفلات للعبة الأصلية، حيث تتيح للاعبين دمج طبقات من الأصوات، الإيقاعات و المؤثرات باستخدام شخصيات غريبة و ملونة لإنشاء مقطوعات موسيقية.
أُطلقت رسميًا في سبتمبر 2024 كلعبة مستقلة بعد إصدارها كنسخة معدلة على منصة Scratch.
تختلف الإصدارات - بعضها يميل إلى مواضيع الرعب مع رسومات و شخصيات أكثر قتامة، بينما يبقى البعض الآخر متفائلًا و حيويًا.

## شهرة اللعبة
اكتسبت هذه اللعبة شعبية هائلة لكنها تعرضت أيضًا لردود فعل عنيفة - حيث استغلت بعض مزارع المحتوى اللعبة، مما أدى إلى نشر معلومات مضللة.